# Lucien-Louis Bonaparte
Pour les articles homonymes, voir Bonaparte.
Lucien Louis Joseph Napoléon Bonaparte, né à Rome le 15 novembre 1828 et mort à Rome le 19 novembre 1895, est un prince de la famille Bonaparte (statut de la famille impériale adopté par Napoléon III), un homme d'Église et un cardinal français et italien. Petit-fils de Lucien et de Joseph Bonaparte, il est prince romain de Canino et de Musignano du 2 septembre 1865 à sa mort le 19 novembre 1895.

## Biographie

### Famille
Lucien-Louis Bonaparte est le deuxième fils de Charles-Lucien Bonaparte et de sa cousine germaine Zénaïde Bonaparte, et donc petit-fils de Lucien Bonaparte, prince de Canino, deuxième frère de Napoléon Bonaparte, par son père, et petit-fils de Joseph Bonaparte, ancien roi de Naples et d'Espagne, frère ainé de Napoléon Bonaparte, par sa mère.
Lucien-Louis fut baptisé par son arrière-grand-oncle le cardinal Fesch, et son parrain fut le futur empereur Napoléon III, dont ses deux parents étaient cousins.

### Prêtre
Lucien-Louis Bonaparte prit l'habit ecclésiastique en mars 1854 et fut ordonné prêtre catholique à Rome par le pape Pie IX le 13 décembre 1857, et reçut la charge de vicaire de l'église Santa Maria in Via Lata, paroisse du palais Bonaparte.
Il servit en Italie, puis en France. Il fit quelques séjours à Paris, habitant, avec ses frères et sœurs, au 142 de la rue de Grenelle, l'hôtel, devenu l'ambassade de Suisse, que Napoléon III fit acheter pour servir de résidence parisienne à ses cousins. L'empereur Napoléon III le nomme aumônier de la cour impériale, et Pie IX le fit camérier secret. De santé fragile et d'une piété édifiante, préférant les œuvres de charité aux postes de responsabilité, c'est un prêtre effacé, qui ne paraissait pas prédisposé à devenir un prince de l'Église.

### Prince de Canino

Blason du prince en tant que cardinal.

À la mort de son frère aîné, Joseph-Lucien, en septembre 1865, il hérite du titre de prince de Canino et de Musignano.
Trois ans plus-tard, au consistoire du 13 mars 1868, le prince est créé cardinal-prêtre au titre de Sainte Pudentienne (en italien Santa Pudenziana ) par le pape Pie IX qui entendait remercier par là le souverain français de l'intervention de ses troupes dans ses États en 1867. Napoléon III aurait souhaité le cardinalat plutôt pour l'archevêque de Paris, Mgr Darboy. Mais Pie IX ne pouvait pardonner à l'archevêque sa position gallicane et choisit donc le filleul de l'empereur.
La nouvelle éminence ne reçut jamais le sacre épiscopal et devint alors un membre très discret de plusieurs Congrégations (celles des Évêques et des Religieux, des Rites et de la Propagation de la Foi). Grâce à son titre cardinalice, Lucien-Louis participa au premier Concile du Vatican en 1869 et 1870, mais sans droit d'y intervenir publiquement n'étant pas évêque. Quelques années plus tard, il devint Camerlingue du Sacré Collège, du 28 janvier 1876 au 12 mars 1877, et participa, en 1878, au conclave qui aboutit à l'élection du pape Léon XIII.

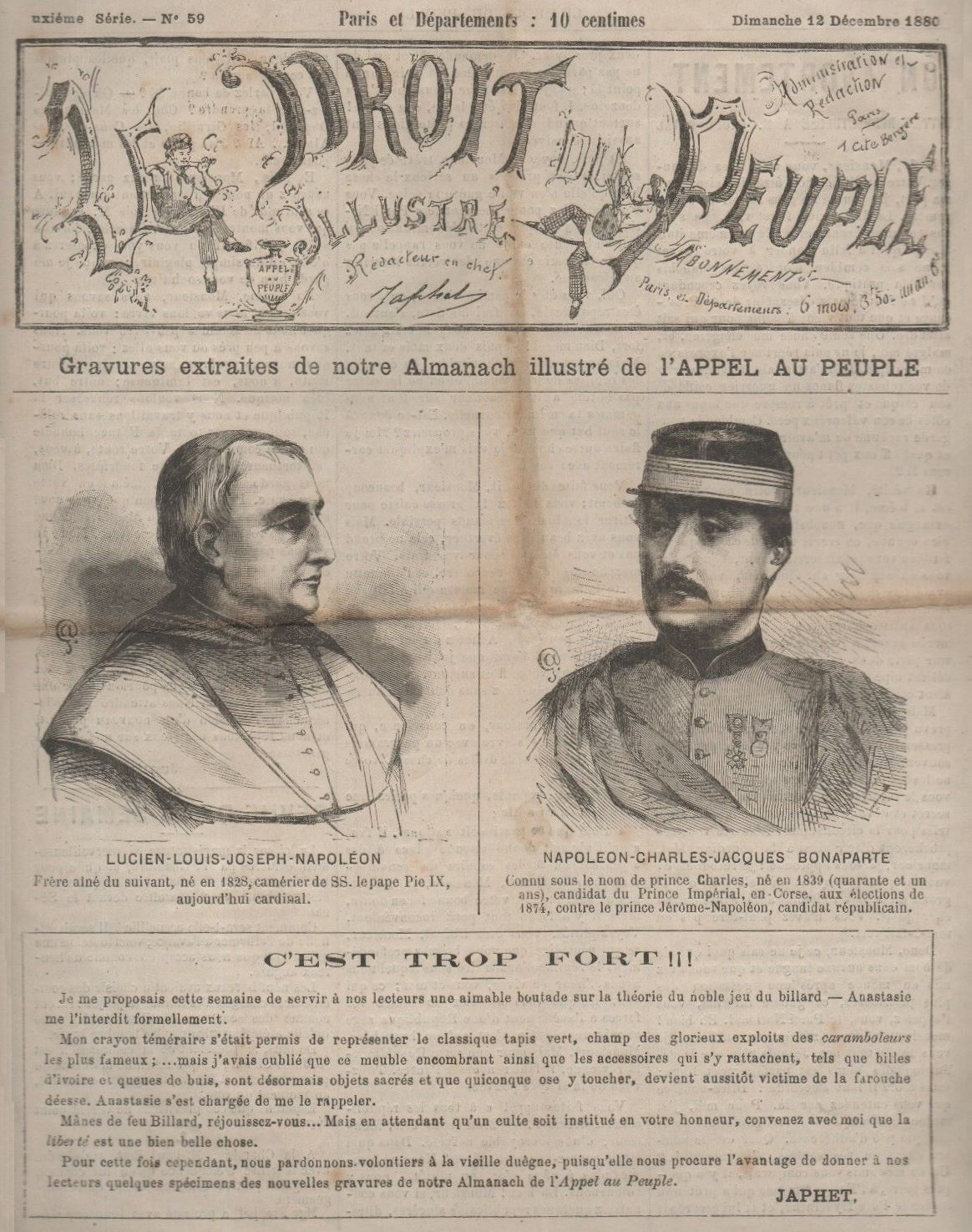
« Une » du 12 décembre 1880 du journal Le Droit du peuple illustré, avec les portraits du cardinal Bonaparte et de son frère Napoléon-Charles.

Le Pape le muta en 1879 au titre cardinalice de San Lorenzo in Lucina. Le cardinal, d'une très grande charité, assuma la lourde tâche d'assister sur son lit d'agonie, en mars 1891, son très anticlérical cousin le prince Napoléon (Jérôme).

### Mort
Le cardinal Lucien-Louis Bonaparte mourut soudainement à Rome, le 19 novembre 1895, d'une syncope cardiaque. Il est inhumé en la basilique Sainte Pudentienne de Rome. Son frère, Napoléon-Charles, lui succède comme prince de Canino.